# Christian Vinge
Christian Vinge, född 4 november 1935 i Askim, är en svensk seglare. Han tävlade för Göteborgs KSS.
Vinge tävlade i Flying Dutchman för Sverige vid olympiska sommarspelen 1960 i Rom. Tillsammans med klubbkamraten Bengt Waller seglade de båten Sjövinge till en 24:e plats.